# Asís González Ayerbe
Asís González Ayerbe (Valladolid, 5 de gener de 1978) és un fotògraf, dissenyador gràfic i editor espanyol.
Va estudiar Enginyeria Tècnica a l'Escuela Politécnica Superior de la Universitat de Burgos i Disseny Gràfic a l'Escola d'Art núm. 10 de Madrid. Va ampliar estudis de fotografia i edició amb cursos específics –entre altres professionals, amb Irma Boom–.
Per a un projecte personal, l'any 2013 va participar, juntament amb altres espanyols i panamenys (dramaturgs, periodistes, il·lustradors, músics, entre altres), en una expedició organitzada per la Fundación Mare Australe emulant el viatge per la selva de Vasco Núñez de Balboa que el va fer descobrir l'oceà Pacífic.

## Tasca editorial
Va fundar a Burgos l'any 2000, la revista cultural Entelequia i el 2007 l'editorial Los Duelistas, que va assumir la publicació de la mencionada revista i va llançar noves col·leccions de llibres de fotografia, relats, poemes i d'altres miscel·lànies, tots dissenyats per Ayerbe. Entre els autors que han publicat amb Los Duelistas hi ha José Gutiérrez Román, Jorge Villalmanzo. El seu llibre de fotografies de viatges Interraíl (2007) va obtenir dues mencions d'honor als Premis Daniel Gil 2007.
El 2010 va quedar finalista del premi Anuaria amb el seu llibre de fotografies Secretos xxs (2008). Secretos xxs contenia fotografies i disseny d'Ayerbe i textos de Óscar Esquivias. Amb aquest autor també va publicar La ciudad de plata (El Pasaje de les Letras, 2008, una col·lecció d'articles i fotografies sobre la ciutat de Burgos) i En el secreto del Alcázar (2008), dedicat al Teatre Alcázar de Madrid. Els contes d'aquest llibre van ser posteriorment reeditats -al costat d'altres textos- en Pampanitos verdes, amb fotografia de portada del mateix Ayerbe. Sobre aquest mateix teatre va dissenyar i va publicar El teatre Alcázar (Palacio de los Recreos), en què es recull la seva història a través de plànols, fotografies i textos (aquests a càrrec d'Antonio Castro Jiménez). Aquest llibre va guanyar el 2011 el Premi Visual de Disseny de llibre promocional o d'empresa.
Va publicar l'any 2013, el llibre de fotografies El Canal de Castilla, amb text de Óscar Esquivias i imatges preses durant l'enregistrament del documental televisiu homònim produït per a TVE.

## Fotografia

### Exposicions fotogràfiques

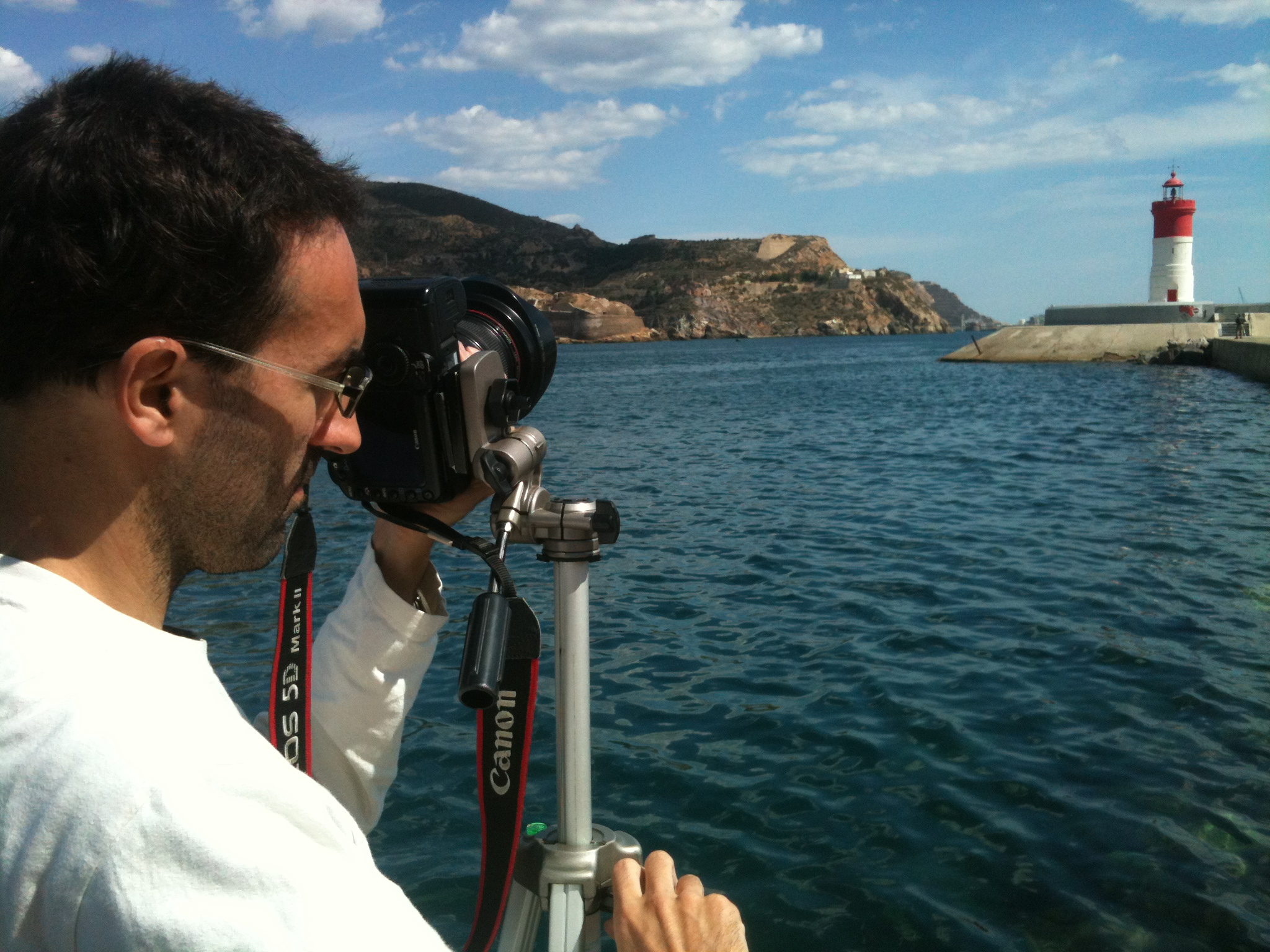
Ayerbe a Cartagena (2012)

A part de les nombroses publicacions en llibres o premsa, les seves fotografies s'han exhibit en exposicions individuals i col·lectives i en importants fires d'art.
El 2011 va inaugurar a Burgos una exposició monogràfica amb retrats titulada Cincuanta y dos escritores.
El juny de 2012 va inaugurar una exposició individual a l'Institut Iberoamericà de Finlàndia a Madrid titulada Por donde una vez caminé, que al·ludeix al títol de la novel·la Por donde una vez caminamos, del seu amic Kjell Westö), amb fotografies preses un any abans a la ciutat de Hèlsinki. També el 2012 va participar en l'exposició exposició Encuentros/Kohtaamisia de l'espai CentroCentro de Cibeles, organitzada amb motiu de la capitalitat mundial del disseny de Hèlsinki, on es mostraven fotografies de la capital finlandesa preses pel fotògraf finlandès Jussi Tiainen i de Madrid, realitzades aquestes últimes per Ayerbe.
La seva exposició Escriptores expuestos es va inaugurar al Centre Àgora de la Corunya al març de 2013. Consta de més de cinquanta retrats d'autors com Antonio Muñoz Molina, Enrique Vila-Matas, Dai Sijie, Marc Fumaroli, Erri De Luca o Tomas Tranströmer.

### Mitjans de comunicació
Col·labora habitualment amb mitjans de comunicació com La Vanguardia, El País, Diario de Burgos o la revista Qué Leer.

### Mitjans audiovisuals
Ha participat, en feines tècniques, a nombrosos projectes cinematogràfics i televisius. Entre d'altres, a la pel·lícula 90 millas de Francisco Rodríguez o els documentals El camino del Cid –sobre la ruta turística homònima que va seguir el Guerrero castellano cuando fue desterrado–, Miguel Hernández –dirigit conjuntament per David Lara i que tracta sobre el poeta espanyol– o El canal de Castilla –sobre l'obra d'enginyeria del segle divuit–, tots ells dirigits o dirigits conjuntament per Francisco Rodríguez.